# Роберто Каррутерс
Роберто Каррутерс (ісп. Roberto Carruthers; нар. ) — колишній аргентинський тенісист.
Найвищу одиночну позицію світового рейтингу — 272 місце досяг 14 червня 1976 року.
Найвищим досягненням на турнірах Великого шолома було 3 коло в парному розряді.

## Титули ATP Челленджер

### Парний розряд: (2)
| Ранг | Дата     | Турнір                                             | Покриття | Партнер      | Суперники                          | Рахунок       |
| ---- | -------- | -------------------------------------------------- | -------- | ------------ | ---------------------------------- | ------------- |
| 1.   | Гру 1980 | Buenos Aires Challenger Буенос-Айрес, Аргентина    | Ґрунт    | Рікардо Кано | Алехандро Гаттікер Карлос Гаттікер | 6–2 6–4       |
| 2.   | Лют 1981 | Río de la Plata Challenger Буенос-Айрес, Аргентина | Ґрунт    | Карлос Ландо | Чарлз Строде Морріс Строуд         | 0–6, 6–1, 6–3 |